# Thierry Fabre
Thierry Fabre (ur. 5 marca 1982) – francuski judoka. Olimpijczyk z Londynu 2012, gdzie zajął dziewiąte miejsce w wadze półciężkiej.
Brązowy medalista mistrzostw świata w 2010; uczestnik zawodów w 2011. Startował w Pucharze Świata w latach 2001-2007 i 2009-2012. Drugi w drużynie na mistrzostwach Europy w 2006. Trzeci na igrzyskach wojskowych w 2011. Drugi na akademickich MŚ w 2006 roku.

## Letnie Igrzyska Olimpijskie 2012
| Konkurencja | Eliminacje              | Eliminacje                      | Klas. końcowa |
| Konkurencja | Przeciwnik I            | Przeciwnik II                   | Miejsce       |
| ----------- | ----------------------- | ------------------------------- | ------------- |
| 100 kg      | Ramadan Darwish (EGY) Z | Najdangijn Tüwszinbajar (MGL) P | 9.            |